# Bluffdale (Utah)
Bluffdale – miasto w Stanach Zjednoczonych, w stanie Utah, w hrabstwie Salt Lake.